# Marcus Ferkranus
Marcus Ferkranus, né le 10 mai 2003 à Santa Clarita, en Californie aux États-Unis, est un joueur américain de soccer qui joue au poste de défenseur central au Galaxy de Los Angeles en MLS.

## Biographie

### En club
Né à Santa Clarita, en Californie aux États-Unis, Marcus Ferkranus commence le soccer à l'âge de cinq ans. Après avoir joué pour le Real So Cal SC il est formé par le Galaxy de Los Angeles qu'il rejoint en 2017. Le 22 janvier 2021, il signe son premier contrat professionnel avec le club de Los Angeles,.
Jamais présent sur une feuille de match de l'équipe première en 2021 et 2022, Ferkranus est cantonné à l'équipe réserve jusqu'à son prêt au Rising de Phoenix en USL Championship le 26 juillet 2022.

### En sélection
Marcus Ferkranus est sélectionné pour la première fois avec l'équipe des États-Unis des moins de 20 ans en janvier 2022. Avec cette sélection, il est retenu pour participer au championnat de la CONCACAF des moins de 20 ans en 2022. Lors de cette compétition, il joue cinq matchs, dont quatre en tant que titulaire. Son équipe se hisse jusqu'en finale où elle affronte la République dominicaine, contre laquelle elle s'impose par six buts à zéro. Les États-Unis remportent ainsi un troisième titre consécutif dans cette compétition.

## Palmarès
États-Unis -20 ans
- Champion de la CONCACAF des moins de 20 ans en 2022